# Agitado (El ala oeste)
 Agitado  es el décimo séptimo capítulo de la tercera temporada de la serie dramática El ala oeste.

## Argumento
El equipo de la Casa Blanca se enfrenta a una emergencia medioambiental: un supuesto accidente de un camión que transportaba Uranio empobrecido que ha chocado con otro en un túnel de Idaho. Tras ordenar los preparativos de evacuación de una pequeña ciudad de 20000 habitantes, se descubre que el segundo camión había sido robado. Tras las sospechas iniciales de un posible atentado terrorista, se termina conociendo que únicamente ha sido una fatal coincidencia, muriendo el ladrón en el accidente.
Donna intenta convencer a Josh para que el Presidente haga una proclamación en honor de una antigua profesora suya que se jubila. Este le contesta que sería favoritismo y que no puede hacerse. Tras varios intentos, y ante la sorpresa de Donna, su jefe accede y le manda una solicitud al Presidente quien, en un acto de sincera consideración, llama a su profesora desde el Despacho Oval. Esta, muy orgullosa, termina hablando con ambos sobre un viaje tras su retiro.
Poco antes, el Presidente, con sus amplios conocimientos de Economía ayuda a terminar la Declaración de la Renta a Charlie. Este acaba contrariado al ver que debe pagar, en vez de recibir más de 500 dólares. El primero, impresionado por la generosidad de su ayudante con obras de caridad -paga más de 1500 Dólares al año, ganando poco más de 35000- decide regalarle un Reproductor de DVD junto a dos películas, una de ellas de James Bond.
Sam deberá entrevistarse con el Vicepresidente Hoynes para tratar una ley de ayuda a los más desfavorecidos para la enseñanza de Nuevas Tecnologías. Le dice, entre otras cosas, que para que salga adelante, deberá quitar su nombre de la misma. El Vicepresidente de los Estados Unidos acepta sin poner pegas, en un gesto sincero y honrado. Mientras, Toby se reúne con el Secretario de Vivienda Bill Fisher para advertirle que no debe aprobar una ley sin el apoyo del Presidente. Enfadado le suelta que si este pierde la reelección, su carrera habrá terminado.
Por último, el Equipo de la Casa Blanca se plantea sustituir al Vicepresidente Hoynes en la reelección debido a que con él descienden las posibilidades electorales en varios Estados clave. Mientras están en el Salón Roosvelt para decidir un sustituto, Leo McGarry y el Vicepresidente Hoynes se encuentran en una reunión de Alcohólicos Anónimos. Tras esta, y después de tratar el problema del camión accidentado, el primero decidirá contarle al Presidente que Hoynes es alcohólico.
Este, sorprendido, pensaba que el jefe del ejecutivo ya lo sabía. Tras hablar este con el Vicepresidente Hoynes y el Jefe de gabinete, el Presidente le dice que cuenta con él para la reelección por una sencilla razón: “Porque Puedo Morir”.

## Curiosidades
- El título del episodio se refiere a la famosa frase de James Bond al pedir un martini, “Mezclado pero no agitado”, algo que al Presidente le resulta desagradable.
- El Senador John Ensign por Nevada agradeció a los productores la trama del accidente del camión, por mostrarle a la sociedad los peligros del transporte de Materiales Radioactivos, muy frecuentes en su estado.[1]

## Premios
- Nominados por sus interpretaciones en los Prism Awards los actores John Spencer y Tim Matheson[1]

## Enlaces
- Enlace al Imdb.
- Guía del Episodio (en inglés).